# Rhodostrophia acidaria
Rhodostrophia acidaria là một loài bướm đêm trong họ Geometridae.